# Giro del Piemonte 1951
Il Giro del Piemonte 1951, quarantaduesima edizione della corsa, si svolse il 29 giugno 1951 su un percorso di 272 km. La vittoria fu appannaggio dell'italiano Gino Bartali, che completò il percorso in 7h16'11", precedendo i connazionali Pasquale Fornara e Vincenzo Rossello.
Sul traguardo del Motovelodromo Corso Casale 46 ciclisti, su 96 partiti da Torino, portarono a termine la competizione; Serse Coppi, fratello di Fausto, cadde nell'ultimo km e morì in serata per le conseguenze di tale caduta. 

## Ordine d'arrivo (Top 10)
| Pos. | Corridore         | Squadra         | Tempo    |
| ---- | ----------------- | --------------- | -------- |
| 1    | Gino Bartali      | Bartali-Ursus   | 7h16'11" |
| 2    | Pasquale Fornara  | Legnano         | s.t.     |
| 3    | Vincenzo Rossello | Arbos           | s.t.     |
| 4    | Giancarlo Astrua  | Atala           | s.t.     |
| 5    | Fiorenzo Magni    | Ganna           | a 2'11"  |
| 6    | Adolfo Leoni      | Legnano         | s.t.     |
| 7    | Oreste Conte      | Bianchi-Pirelli | s.t.     |
| 8    | Renzo Soldani     | Legnano         | s.t.     |
| 9    | Luciano Frosini   | Legnano         | s.t.     |
| 10   | Loretto Petrucci  | Bianchi-Pirelli | s.t.     |